# 東芝国際交流財団
公益財団法人東芝国際交流財団（とうしばこくさいこうりゅうざいだん、英; Toshiba International Foundation ）は、日本の公益財団法人。国際交流を進め、国際社会・現地社会に広く貢献することを目的し、シンポジウム・セミナ－等の開催および助成、海外現地社会に資するために実施される各種活動等に関する参加及び協力等を行う。略称はTIFO。

## 沿革
- 1989年4月11日 - 設立。
- 1990年 - 第1回、第2回TIFOシンポジウムを日本及びフランスで開催。
- 同年 - ルーヴル美術館へ日本語解説パネル寄贈。

## 役員・評議員
過去の傾向からして、理事長兼代表理事を前任の東芝の社長が務める。
| 役員   | 理事   | 理事長（代表理事） | 綱川 智（（株）東芝 特別顧問）                                   |
| 役員   | 理事   | 副理事長           | 槍田 松瑩（学校法人 国際大学 理事長）                            |
| 役員   | 理事   | 副理事長           | 福川 伸次（（一財）地球産業文化研究所 顧問）                     |
| 役員   | 理事   | 専務理事           | 大森 圭介（（公財）東芝国際交流財団）                            |
| 役員   | 理事   | 理事               | 岡田 明重（（株）三井住友銀行 名誉顧問）                         |
| 役員   | 理事   | 理事               | 杉村 美紀（上智大学 教授）                                       |
| 役員   | 理事   | 理事               | 玉木 林太郎（（公財）国際金融情報センター 理事長）               |
| 役員   | 理事   | 理事               | 野上 義二（（公財）日本国際問題研究所 副会長）                   |
| 役員   | 幹事   | 幹事               | 矢作 光明（（株）日本総合研究所 顧問）                           |
| 役員   | 幹事   | 幹事               | 森 公高（日本公認会計士協会 相談役）                             |
| 評議員 | 評議員 | 評議員             | 東 実（日本学術会議 連携会員）                                   |
| 評議員 | 評議員 | 評議員             | 樺山 紘一（東京大学 名誉教授）                                   |
| 評議員 | 評議員 | 評議員             | 川口 順子（武蔵野大学国際総合研究所 名誉顧問）                   |
| 評議員 | 評議員 | 評議員             | 北畑 隆生（開志専門職大学 学長）                                 |
| 評議員 | 評議員 | 評議員             | リシャール・コラス（シャネル（株） 取締役会長）                  |
| 評議員 | 評議員 | 評議員             | 佐藤 禎一（元ユネスコ日本政府代表部特命全権大使）                |
| 評議員 | 評議員 | 評議員             | 高島 肇久（（株）海外通信・放送・郵便事業支援機構 元取締役会長） |
| 評議員 | 評議員 | 評議員             | 横井 裕（（公財）日本オリンピック委員会 常務理事）               |